# جسيم ألفا

مقارنة بين قدرة أجسام ألفا وبيتا وأشعة غاما على الاختراق. جسيمات ألفا (أنوية الهيليوم) تعجز عن اختراق صفحة من الورق مثلاً، أشعة بيتا يمكن وقفها باستخدام لوح من الألومنيوم، أما أشعة غاما فلديها قدرة عالية على اختراق المواد، وهي تمتص تدريجياً خلال اختراقها لمادة كثيفة

جسيم ألفا أو أشعة ألفا أو دقائق ألفا، على الرغم من تسميتها أشعة إلا أنها عبارة عن نواة ذرة الهليوم وتتكون من بروتونين ونيوترونين، تتحد في داخل النواة بقوة نووية كبيرة، بحيث تعتبر أشد نوايا العناصر استقرارا وتماسكا. ذلك لتكونها من 2 بروتون و 2 نيوترون وهؤلاء الأربعة يتميزون بأكبر فقد في الكتلة عند اندماجهم لتكوين نواة الهيليوم. ولهذا فجسيم ألفا ينتج كثيرا في التفاعلات النووية حيث ليس من السهل تحلُلَه أو تفككه. وهو ذو شحنة كهربائية موجبة مقدارها 2 وحدة لاحتوائه على 2 من البروتونات، وقوة اختراق ضعيفة مع قدرة ضعيفة على النفاذ لثقلها وانخفاض سرعتها، ويمكن إيقافها بقطعة من الورق المقوى. وتمتاز بقدرة كبيرة على تأيين المواد حيث أن معدل التأين في المواد التي تتخللها جسيمات ألفا تتناسب تناسبا طرديا مع مربع شحنة الجسيم.
تتكون من جسيمات موجبة الشحنة تبلغ شحنتها ضعف شحنة البروتون وبالتالي ضعف شحنة الإلكترون وكتلتها أربعة أمثال كتلة الهيدروجين تقريباً. تتحرك بسرعة كبيرة 1/10 سرعة الضوء التي تصل إلى 300.000 كيلومتر/ثانية. ونظراً لثقل هذه الجسميات وانخفاض سرعتها فإنها لا تنفذ بسهولة خلال الأجسام، وعندما تسقط على لوح مغطى بطبقة من كبريتيد الخارصين يحدث وميض يمكن ملاحظته.
وجسيمات ألفا وهي نواة ذرة الهيليوم-4 تتكون بكميات هائلة في الشمس والنجوم، حيث تندمج أربعة من ذرات الهيدروجين مكونين نواة ذرة الهيليوم-4، وخلال ذلك التفاعل يتحول 2 من البروتونات ليصبحا نيوترونين ويتولد جسيم ألفا. هذا التفاعل الذي يتم في الشمس بمعدل بالغ العظمة هو الذي يعطي الشـمس تلك الطاقة الهائلة التي تسمح لاستمرار الحياة على الأرض. فبدون تولد الهيليوم من الهيدروجين في الشمس ما وجُدت تلك الطاقة الهائلة التي تجعلنا علي قيد الحياة.
عرفت أشعة ألفا أو جسيمات ألفا (تختلف عن أشعة بيتا وغاما) أول ما عرفت عن طريق اكتشاف ظاهرة النشاط الإشعاعي للعناصر الثقيلة فوق اليورانيوم والبولونيوم.